# 㟖岗珠子木
㟖岗叶下珠（学名：Phyllanthodendron moi）是大戟科珠子木属的植物，是中国的特有植物。分布于中国大陆的广西等地，多生在山地沟谷灌丛中，目前尚未由人工引种栽培。

## 别名
㟖岗下珠（广西植物）

## 种下等级
- Phyllanthus moi P. T. Li